# Биткул
Биткул — река в России, протекает по Оренбургской области. Устье реки находится в 278 км по левому берегу реки Ток. Длина реки составляет 34 км. Площадь водосборного бассейна — 346 км².
Название реки восходит к мужскому личному имени Биккол у башкир.

## Данные водного реестра
По данным государственного водного реестра России относится к Нижневолжскому бассейновому округу, водохозяйственный участок реки — Самара от Сорочинского гидроузла до водомерного поста у села Елшанка. Речной бассейн реки — Волга от верховий Куйбышевского вдхр. до впадения в Каспий.
Код объекта в государственном водном реестре — 11010001012112100006792.